# Helen Prejean
Suor Helen Prejean (Baton Rouge, 21 aprile 1939) è una religiosa statunitense della congregazione delle Suore di San Giuseppe.
È nota soprattutto per il suo impegno contro la pena di morte. Suo il soggetto del film Dead Man Walking - Condannato a morte, dove il suo ruolo è interpretato da Susan Sarandon, che per questa interpretazione ha vinto l'Oscar. Nel film suor Helen fa un cameo davanti ad un carcere in una veglia di preghiera per un'esecuzione.